# Conor Garland
Conor Garland (Scituate, Massachusetts, 11 de marzo de 1996), apodado Garlie, Gars o G, es un jugador profesional estadounidense de hockey sobre hielo que se desempeña en la posición de extremo derecho en Vancouver Canucks, equipo de la National Hockey League (NHL).

## Carrera
Fue seleccionado en la quinta ronda en la NHL Entry Draft de 2015. En 2018 hizo su debut profesional con el equipo Arizona Coyotes, en el cual jugó tres temporadas (2018-2021), después pasó a Vancouver Canucks, donde lleva jugando tres temporadas.